# Williamina Fleming
Williamina Paton Stevens Fleming (15 de maio de 1857 – 21 de maio de 1911) foi uma astrônoma escocesa. Durante sua carreira, ela ajudou a desenvolver um sistema de classificação comum para estrelas e catalogou milhares de estrelas e outros fenômenos astronômicos. Fleming é conhecida principalmente pela sua descoberta da Nebulosa Cabeça de Cavalo em 1888. 

## Biografia
Williamina nasceu em Dundee, na Escócia, em 15 de maio de 1857, filha de Robert Stevens e Mary Walker. Casou-se com James Orr Fleming, um contador, viúvo de Isabella Barr, em 26 de maio de 1877. Williamina era professora antes de viajar a Boston com seu marido, aos 21 anos. Depois que ela e seu filho foram deixados por James, ela trabalhou como empregada na casa de Edward Charles Pickering. Pickering estava frustrado com seus assistentes masculinos no Harvard College Observatory e, de acordo com a lenda, declarou publicamente que até mesmo sua empregada faria um trabalho melhor. 
Em 1881, Pickering contratou Fleming para realizar tarefas administrativas no observatório. Enquanto estava lá, ela desenvolveu e ajudou a implementar um sistema de classificação de estrelas, uma letra de acordo com a quantidade de hidrogênio que podia ser observado em seu espectro. Estrelas com a letra A sendo as com mais hidrogênio, estrelas com a letra B em segundo lugar, e assim por diante. Mais tarde, Annie Jump Cannon se baseou neste sistema para desenvolver uma classificação mais simples, baseada na temperatura.

## Legado
Fleming contribuiu catalogando estrelas no Henry Draper Catalogue. Em nove anos, ela catalogou mais de dez mil estrelas. Durante sua pesquisa, ela descobriu 59 nebulosas, cerca de 310 estrelas variáveis, e 10 novas. Em 1907, ela publicou uma lista de 222 estrelas variáveis que ela descobriu.

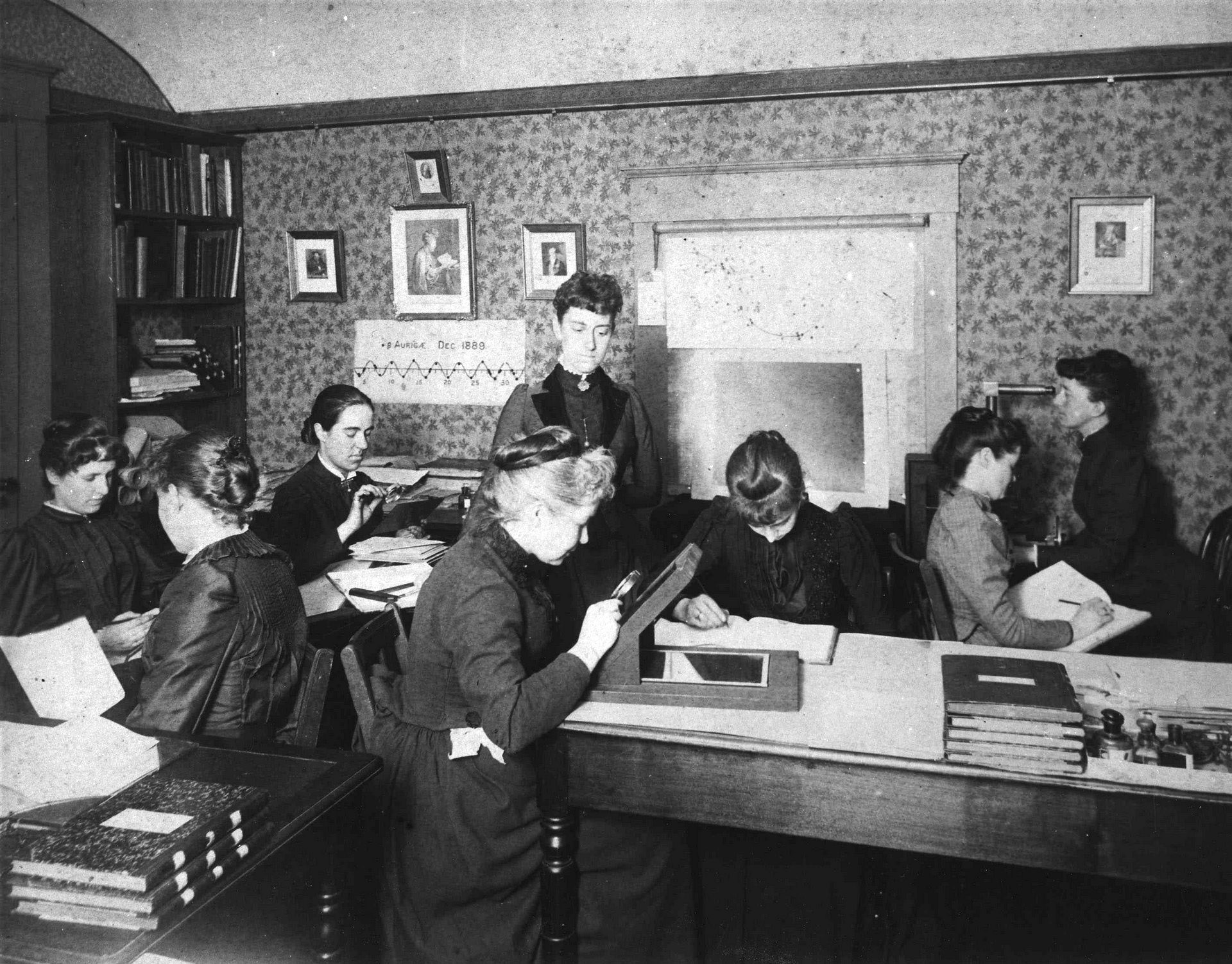
"Pickering's Harem," apelidado pejorativo do grupo de mulheres que computavam no Harvard College Observatory, para o astrônomo Edward Charles Pickering. O grupo incluía e astrônoma Henrietta Swan Leavitt (1868–1921), Annie Jump Cannon (1863–1941), Williamina Fleming (1857–1911), e Antonia Maury (1866–1952).

Em 1888, Fleming descobriu a Nebulosa Cabeça de Cavalo, descrevendo a nebulosa brilhante (mais tarde conhecida como IC 434) como tendo "uma marca semicircular de 5 minutos em diâmetro e 30 minutos ao sul de Zeta Orionis." O irmão de Edward Pickering, William Henry Pickering, que tirou a fotografia, especulou que o ponto era matéria escura. Todos artigos e livros subsequentes negam o crédito de Fleming e W. H. Pickering, porque o compilador do primeiro Index Catalogue, J. L. E. Dreyer, eliminou o nome de Fleming da lista de objetos até então descobertos em Harvard, atribuindo eles todos meramente a "Pickering" (que a marioria dos leitores acreditava ser E. C. Pickering, diretor do Harvard College Observatory.) No lançamento do segundo Index Catalogue, por Dreyer em 1908, Fleming e outros em Harvard eram famosos o suficiente para receber o crédito devido para descobertas posteriores, porém não para IC 434 e a Nebulosa Cabeça de Cavalo.
Williamina foi colocada no cargo de chefe de dezenas de mulheres contratadas para realizar classificações matemáticas, e editou as publicações do observatório. Em 1899, Fleming recebeu o título de Curadora de Fotografias Astronomicas. Em 1906, ela se tornou membra honorária da Royal Astronomical Society de Londres, a primeira mulher estadunidense a ser eleita. Logo depois, ela se tornou membra honorária em astronomia na Wellesley College. Pouco depois de sua morte, a  Astronomical Society of Mexico  a premiou com a medalha Guadalupe Almendaro por sua descoberta de novas estrelas. Ela publicou  A Photographic Study of Variable Stars  (1907) e  Spectra and Photographic Magnitudes of Stars in Standard Regions  (1911).

## Morte
Williamina faleceu em 21 de maio de 1911, em Boston, em decorrência de uma pneumonia, aos 54 anos.

## Honras
- A cratera lunar Fleming foi nomeada em homenagem a ela e a Alexander Fleming (não tendo parentesco próximo).

### Obituário
- (em inglês) Obituary Notice : "Honorary Member : Fleming, Williamina Paton". Monthly Notices of the Royal Astronomical Society. 72: 261. 1912. Bibcode: 1912MNRAS..72..261. doi: 10.1093/mnras/72.4.261 ISBN 978-1330116579